# Retrato doble de Lutero y Melanchthon
El Retrato de Lutero y Melanchthon es un doble retrato, una pintura al óleo sobre tabla, de 21 cm x 16 cm, realizado por Lucas Cranach el Viejo y su taller. La obra está firmada y datada en 1543, y se conserva en la galería de los Uffizi en Florencia.

## Historia
Cranach había retratado en varias ocasiones a Martín Lutero, ya en 1526. Estuvo muy unido a él, llegando a desarrollar una larga amistad: para Lutero, el artista fue uno de los testigos de su matrimonio y el padrino de su hijo mayor.
El díptico es mencionado en 1748 en Florencia, ya con la atribución a Cranach, (asignado temporalmente a Durero en 1773), cuando se estableció de manera inequívoca por el estilo de los dos retratos y la presencia de la firma de Cranach (una serpiente con alas con un anillo en la boca) en el cuadro de Melanchthon. El símbolo también se ponía en las obras del taller del maestro, no necesariamente hechas por él mismo, y para la divulgación de las efigies de los líderes de la Reforma; han sido a menudo atribuidas a su taller.

## Descripción y estilo

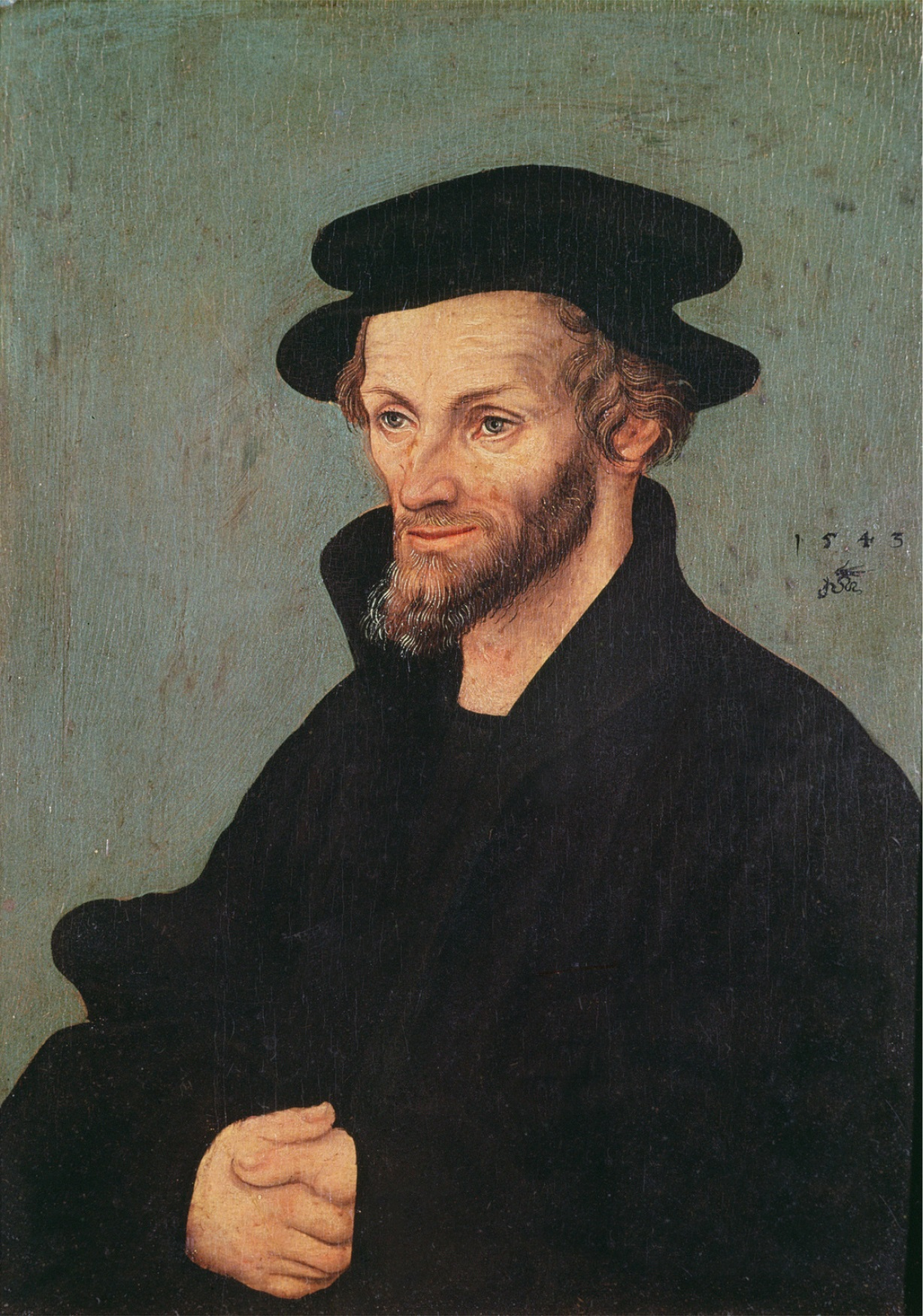
Philipp Melanchthon

Lutero y Melanchthon están representados hasta la cintura incluyendo las manos, sentados, girados de tres cuartos el uno hacia el otro. Llevan la misma ropa sobria, negra, amplia. Lutero con su característica gorra plana y túnica de cuello alto vuelto, mientras Melanchthon lleva una túnica de cuello abierto y sombrero. Los retratos muestran una atención meticulosa a la apariencia, como atestiguan los signos de envejecimiento cuidadosamente representados, y los contornos lineales que rodean el fondo azul liso. La obra es comparable, por su estilo muy similar, al Retrato doble de Lutero y su esposa Catalina de Bora, igualmente conservado en el museo de los Uffizi. 